# Estoloderces luederwaldti
Estoloderces luederwaldti är en skalbaggsart som beskrevs av Julius Melzer 1928. Estoloderces luederwaldti ingår i släktet Estoloderces och familjen långhorningar.
Artens utbredningsområde är Paraguay. Inga underarter finns listade i Catalogue of Life.